# Psalm 143

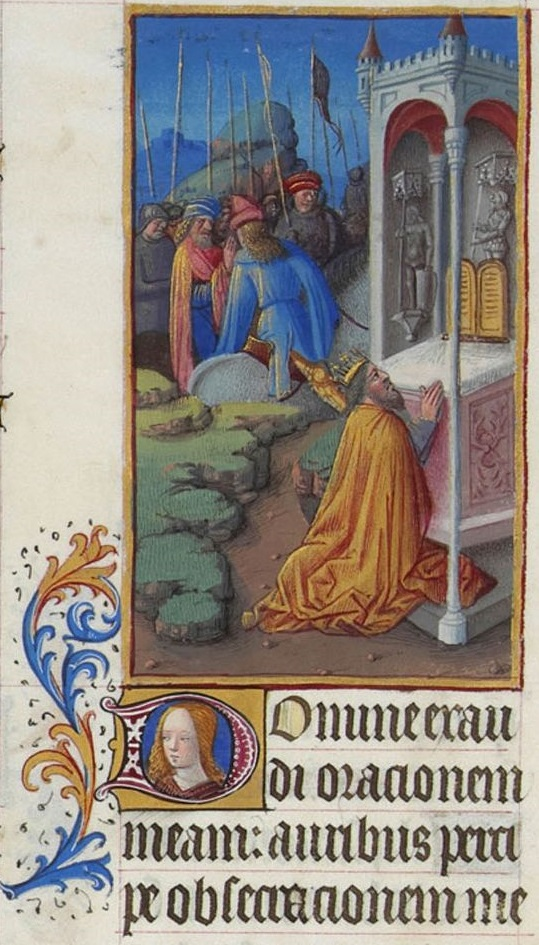
Beginn des Psalms 143 mit Darstellung des betenden Königs David im Stundenbuch des Herzogs von Berry

Der 143. Psalm (nach griechischer Zählung der 142.) ist ein Psalm Davids aus dem fünften Buch des Psalters. Er wird als siebter und letzter zur Gruppe der sogenannten Bußpsalmen gezählt.

## Inhalt
Psalm 143 ist das Gebet eines Menschen, der von Feinden bedrängt wird und der sich in Todesgefahr an Gott wendet. Er appelliert dabei an Gottes Treue und Gerechtigkeit und hält sich dabei vor Augen, wie Gott sein Volk in früheren Zeiten gerettet hat. Über den Zuspruch der Gnade Gottes hinaus sehnt sich der Beter aber auch nach Weisung für seinen Lebensweg.

## Rezeption
Im katholischen Stundengebet ist Psalm 143 Teil der Komplet (Nachtgebet) am Dienstag.
Cornelius Becker schuf nach dem Psalm die Fassung des Becker-Psalters Herr, mein Gebet erhör in Gnad, die von Heinrich Schütz (SWV 248) vertont wurde.